# بيترو فينتوري
بيترو فينتوري (بالإيطالية: Pietro Venturi)‏ هو محامي وسياسي إيطالي، ولد في 1830 في كامباغنانو دي روما في إيطاليا. انتخب member of the Chamber of Deputies of the Kingdom of Italy ‏ وانتخب mayor of Rome ‏ ( – 18 يوليو 1878).